# Афолайян, Оладапо
Оладапо Джошуа Афолайян (англ. Oladapo Joshua Afolayan; род. 11 сентября 1997, Харроу, Большой Лондон) — английский футболист, вингер немецкого клуба «Санкт-Паули».

## Клубная карьера

### Ранние годы
Афолайян в пятилетнем возрасте присоединился к молодёжной системе «Харроу Сент-Мэрис», в девять лет к «Челси», отклонив предложение «Арсенала». Из-за небольшого роста и габаритов, в подростковом возрасте начал наигрываться на позиции вингера. В четырнадцать лет покинул академию «Челси» и сосредоточился на учёбе в школе Мерчант Тейлорс.
В пятнадцать лет, Оладапо переехал в Канаду и начал выступать за резервную команду Торонто III в лиге Онтарио. Он также тренировался с первой командой и такими игроками как Джермейном Дефо, Майклом Брэдли, Джози Алтидора и Себастьяном Джовинко. В конце сезона 2015, играл за команду «Эй-эн-би футбол» из той же лиги и позже за команду Университета Торонто — Торонто Блю.
В 18 лет вернулся в Англию и начал учиться на гражданского инженера в университете Лафборо. Параллельно выступал за академии клубов «Барнет» и «Тутинг энд Митчем Юнайтед». Во время учёбы в университете, выступал за местную студенческую команду, в составе которой забил три гола в 11 матчах.

### «Солихалл Мурс»
7 февраля 2017 года, Афолайян стал игроком клуба «Солихалл Мурс», ранее он проходил просмотр в «Рочдейле». Четыре дня спустя, Оладапо отметился дебютным голом за новый клуб в матче против «Саттон Юнайтед». В сезоне 2016/17, Афолайян забил 4 гола в 15 матчах и летом подписал полноценный контракт, перейдя на онлайн-обучении в университете, он также занимался в академия V9, основанной Джейми Варди.
27 января 2018 года, вингер провёл свой последний матч за клуб против «Дагенем энд Редбридж», покинув клуб после первой половины сезона, он стал лучшим бомбардиром клуба по итогам всего сезона 2017/18; забив 11 голов в 35 матчах.

### «Вест Хэм Юнайтед»
1 февраля 2018 года, Афолайян стал игроком «Вест Хэм Юнайтед», подписав контракт на 3,5 года. 23 января 2021 года в матче Кубка Англии против «Донкастер Роверс» Оладапо дебютировал за «молотобойцев».

##### Аренда в «Олдем Атлетик» (2019)
В январе 2019 года на правах аренды перешёл в «Олдем Атлетик». 23 февраля в проигранном матче против «Бери» он дебютировал за новый клуб. Всего, провёл шесть матчей в стартовом составе и голами не отметился.

##### Аренда в «Мансфилд Таун» (2019—2020)
В августе 2019 года на вторую часть сезона был арендован клубом «Мансфилд Таун». 12 октября в матче против бывшей команды «Олдем Атлетик» он отметился первым голом за «оленей», реализовав пенальти.

##### Аренда в «Болтон Уондерерс» (2021)
Зимой 2021 года, Афолайян был арендован клубом «Болтон Уондерерс» до конца сезона, с опцией возможного выкупа. 9 февраля в поединке против «Моркам» он вышел на замену в первом матче за клуб. В последнем матче сезона, вингер отметился дебютным голом в ворота «Кроли Таун» и помог клубу выйти в Лигу 1.

### «Болтон Уондерерс»
В мае 2021 года, «Болтон Уондерерс» активировал опцию выкупа игрока и подписал трёхлетний контракт. Афолайян начал сезон 2021/22 забив шесть голов в первых девяти матчах и номинировался на игрока месяца в августе и сентябре 2021 года. Завершил сезон в качестве лучшего бомбардира (14 голов) и был признан игроком года «Болтон Уондерерс». 
В следующем сезоне, клуб покинуло ряд игроков, что сократило игровое время Афолайяна, несмотря на попытки использовать на ряде позиций. В январе 2023 года, было объявлено что на его подписание претендует несколько клубов и что он покинет клуб. 

### «Санкт-Паули»
В январе 2023 года, вингер стал игроком немецкого «Санкт-Паули», после четвертого предложения клубу. Сумма трансфера не раскрывалась, но газета The Bolton News сообщила о сумме в 500 тысяч фунтов. 12 мая 2024 года он оформил дубль в поединке против «Оснабрюка» и помог клубу выйти в Бундеслигу, впервые с сезона 2010/11.

## Международная карьера
В ноябре 2017 года был вызван в Англию C и дебютировал за команду выйдя на замену в проигранном матче против Словакии (до 23). В апреле 2021 года, в интервью пресс-службе «Болтон Уондерерс» выразил желание выступать за сборную Нигерии.

## Характеристика игрока
Афолайян, может сыграть на позиции вингера или центрального нападающего. Директор академии «Вест Хэм Юнайтед» Терри Уэстли называл его «интересным игроком»; «агрессивным, с отличным пасом и голевым чутьём». Болельщики «Болтон Уондерерс» сравнивали его с Джей-Джей Окоча, в матче против «Уимблдона» Оладапо отпраздновал гол жестом Окоча.

## Статистика выступлений
| Клуб                      | Сезон            | Лига                  | Лига | Лига | Кубок Страны | Кубок Страны | Кубок лиги | Кубок лиги | Прочие | Прочие | Итог | Итог |
| Клуб                      | Сезон            | Турнир                | Игры | Голы | Игры         | Голы         | Игры       | Голы       | Игры   | Голы   | Игры | Голы |
| ------------------------- | ---------------- | --------------------- | ---- | ---- | ------------ | ------------ | ---------- | ---------- | ------ | ------ | ---- | ---- |
| Торонто III               | 2015             | Премьер-лига развития | 10   | 1    | —            | —            | —          | —          | —      | —      | 10   | 1    |
| Лафборо Стьюдентс         | 2016/17          | Премьер-лига Мидлэнд  | 11   | 3    | 0            | 0            | —          | —          | 0      | 0      | 11   | 3    |
| Солихалл Мурс             | 2016/17          | Национальная лига     | 15   | 4    | 0            | 0            | —          | —          | 0      | 0      | 15   | 4    |
| Солихалл Мурс             | 2017/18          | Национальная лига     | 30   | 11   | 3            | 0            | —          | —          | 2      | 0      | 35   | 11   |
| Солихалл Мурс             | Итого            | Итого                 | 45   | 15   | 3            | 0            | 0          | 0          | 2      | 0      | 50   | 15   |
| Вест Хэм Юнайтед (до 21)  | 2020/21          | –                     | —    | —    | —            | —            | —          | —          | 4      | 0      | 4    | 0    |
| Вест Хэм Юнайтед          | 2018/19          | Премьер-лига          | 0    | 0    | 0            | 0            | 0          | 0          | —      | —      | 0    | 0    |
| Вест Хэм Юнайтед          | 2019/20          | Премьер-лига          | 0    | 0    | 0            | 0            | 0          | 0          | —      | —      | 0    | 0    |
| Вест Хэм Юнайтед          | 2020/21          | Премьер-лига          | 0    | 0    | 1            | 1            | 0          | 0          | —      | —      | 1    | 1    |
| Вест Хэм Юнайтед          | Итого            | Итого                 | 0    | 0    | 1            | 1            | 0          | 0          | 0      | 0      | 1    | 1    |
| Олдэм Атлетик (аренда)    | 2018/19          | Лига 2                | 10   | 0    | 0            | 0            | 0          | 0          | 0      | 0      | 10   | 0    |
| Мансфилд Таун (аренда)    | 2019/20          | Лига 2                | 6    | 1    | 0            | 0            | 0          | 0          | 2      | 0      | 8    | 1    |
| Болтон Уондерерс (аренда) | 2020/21          | Лига 2                | 21   | 1    | —            | —            | —          | —          | —      | —      | 21   | 1    |
| Болтон Уондерес           | 2021/22          | Лига 1                | 44   | 12   | 2            | 0            | 1          | 0          | 4      | 2      | 51   | 14   |
| Болтон Уондерес           | 2022/23          | Лига 1                | 22   | 3    | 1            | 0            | 2          | 1          | 4      | 2      | 29   | 6    |
| Болтон Уондерес           | Итого            | Итого                 | 66   | 15   | 3            | 0            | 2          | 1          | 8      | 4      | 80   | 20   |
| Санкт-Паули               | 2022/23          | Бундеслига 2          | 16   | 3    | —            | —            | —          | —          | —      | —      | 16   | 3    |
| Санкт-Паули               | 2023/24          | Бундеслига 2          | 15   | 2    | 2            | 1            | —          | —          | —      | —      | 17   | 3    |
| Санкт-Паули               | 2024/25          | Бундеслига            | 6    | 1    | 1            | 0            | —          | —          | —      | —      | —    | —    |
| Санкт-Паули               | Итого            | Итого                 | 37   | 6    | 3            | 1            | —          | —          | —      | —      | 40   | 7    |
| Всего за карьеру          | Всего за карьеру | Всего за карьеру      | 206  | 42   | 10           | 2            | 3          | 1          | 16     | 4      | 235  | 55   |

## Достижения
«Санкт-Паули»
- Победитель второй Бундеслиги: 2023/24